# Roland (riddare)
Roland (frankiska: Hruodland), född 736, död 15 augusti 778 i Roncesvalles, var en frankisk riddare och markgreve av Bretagne och paladin under Karl den store. Den främsta källan till den historiske Roland är boken Karl den stores liv av Eginhard, i vilken det beskrivs hur Roland stupade i strid mot baskiska upprorsmän under slaget vid Roncesvalles.
Roland och hans öde gav upphov till flera sånger och andra skildringar som blev vitt spridda under medeltiden. I legenden slåss Roland mot saracener med sitt magiska svärd Durendal. Den mest kända av dessa skildringar är Rolandssången, en chanson de geste som tillkom under 1000-talet och ingår i den karolingiska cykeln. Denna har i sin tur inspirerat många andra verk, som de två renässanseposen Den förälskade Roland av Matteo Maria Boiardo och Den rasande Roland av Ludovico Ariosto.